# Noves tecnologies dislèxia
Alguns exemples d'aplicacions i programes que poden ser útils per treballar els diferents aspectes relacionats amb la dislèxia són:
Piruletas: aplicació dirigida a treballar la escriptura i la lectura en nens amb dislèxia mitjançant diferents jocs lúdics. Consisteix en jocs de creació de paraules ometent la lletra intrusa, ordenant o afegint lletres. El joc registra l'evolució de l'infant. Quan s'avança en les tasques, el nen va adquirint punts intercanviables per noves característiques del seu personatge.
Findtheletters: aplicació dirigida a potenciar l'atenció selectiva. El nen ha de pintar les lletres que apareixen en el color que se li indiqui.
Cazafaltas: joc ambientat en el món dels detectius. Per aconseguir arribar a l'objectiu final (enxampar al sospitós, trobar un amagatall…) el nen ha de localitzar faltes ortogràfiques en els texts que se li presenten.
Letris: joc basat en el “tetris” però les seves peces contenen lletres. Per poder anar eliminant les lletres cal anar formant paraules de mínim tres lletres.
Palabras dómino: dòmino per formar paraules mitjançant síl·labes. També és útil per poder treballar vocabulari.
Preguntados: joc de trivial per treballar aprenentatges, vocabulari, concentració i memòria.
Memory: joc que consisteix en trobar parelles d'iguals. És útil per treballar la memòria a curt termini, la concentració, l'atenció i la impulsivitat o el treball reflexiu.
Antsmasher: en la pantalla del dispositiu apareixen insectes i el nen ha de pressionar amb el dit únicament les formigues. Amb aquesta aplicació es pot treballar l'atenció, la concentració i la impulsivitat.
Maze: laberints que van augmentant de nivell per poder treballar la planificació, l'atenció, la concentració i la impulsivitat.
Càlcul mental: consisteix en practicar el càlcul mental mitjançant diferents jocs de nivells. Podem anar augmentant les xifres, els números poden desaparèixer… D'aquesta manera, motivem al nen a treballar el càlcul i a treballar la memòria i l'atenció.
Rey de las matemáticas: dirigit, com l'anterior, al càlcul mental.
Madmath: dirigit a potenciar les diferents operacions matemàtiques.
ABC Touch lite: dirigit a l'aprenentatge de l'abecedari i la grafia de les lletres.
AnkiDroid: editor de targetes que es poden utilitzar per memoritzar vocabulari.
Visual memory: joc d'identificació d'imatges per treballar la memòria visual immediata.
Remember the milk, Time Spread: organitzadors de tasques, agendes…
Attencion exercise: exercici multitasca on es treballa l'atenció selectiva i la omissió d'estímuls intrusos.
Behavoir status: registre d'estats d'ànim mitjançant diferents temàtiques.
Claroread: programa online per entrenar la velocitat lectora.
Integratek: programa per reforçar l'estudi dels nens amb dificultats en la lectoescriptura. Ens permet la lectura de documents en pdf, modificant la seva velocitat. A més, permet la realització de subratllat, còpia de text…
Mètode gliffing: programa per l'entrenament de la lectoescriptura mitjançant diferents jocs de nivells i modalitats diferents. A més, ens permet programar activitats i veure l'evolució del nen.
Referències:
http://www.fundaciodidacticacatalunya.org/les-noves-tecnologies-la-intervencio-la-dislexia/ Arxivat 2017-04-06 a Wayback Machine.